# Crni Kao (Batočina)
Pour les articles homonymes, voir Crni Kao.
Crni Kao (en serbe cyrillique : Црни Као) est un village de Serbie situé dans la municipalité de Batočina, district de Šumadija. Au recensement de 2011, il comptait 410 habitants.

## Démographie
| 1948 | 1953 | 1961 | 1971 | 1981 | 1991 | 2002 | 2011 |
| ---- | ---- | ---- | ---- | ---- | ---- | ---- | ---- |
| 614  | 677  | 664  | 609  | 540  | 492  | 446  | 410  |

|  |